# Rubus aphananthus
Rubus aphananthus är en rosväxtart som beskrevs av Walsemann och Martensen. Rubus aphananthus ingår i släktet rubusar, och familjen rosväxter. Inga underarter finns listade i Catalogue of Life.